# 宮崎県道・鹿児島県道110号塗木大隅線
宮崎県道・鹿児島県道110号塗木大隅線（みやざきけんどう・かごしまけんどう110ごう ぬるきおおすみせん）は、宮崎県串間市から鹿児島県志布志市を経由し、曽於市に至る一般県道である。

## 概要

### 路線データ
- 起点：宮崎県串間市大字大矢取（赤池キャンプ場付近、宮崎県道34号都城串間線交点）
- 終点：鹿児島県曽於市大隅町下窪町（大隅町八合原交差点、鹿児島県道63号志布志福山線）

## 歴史
- 1959年（昭和34年）
  - 6月1日 - 宮崎県告示第226号により大束大隅線として宮崎県側の路線認定[1]。
  - 6月10日 - 鹿児島県告示437号により大束大隅線として鹿児島県側の路線認定[2]。
- 1972年（昭和47年） - 現行の路線名に変更[2]。

## 路線状況

### 重複区間
- 鹿児島県道65号南之郷志布志線（鹿児島県志布志市志布志町田之浦）
- 鹿児島県道499号柿之木志布志線（鹿児島県志布志市松山町泰野）

## 地理

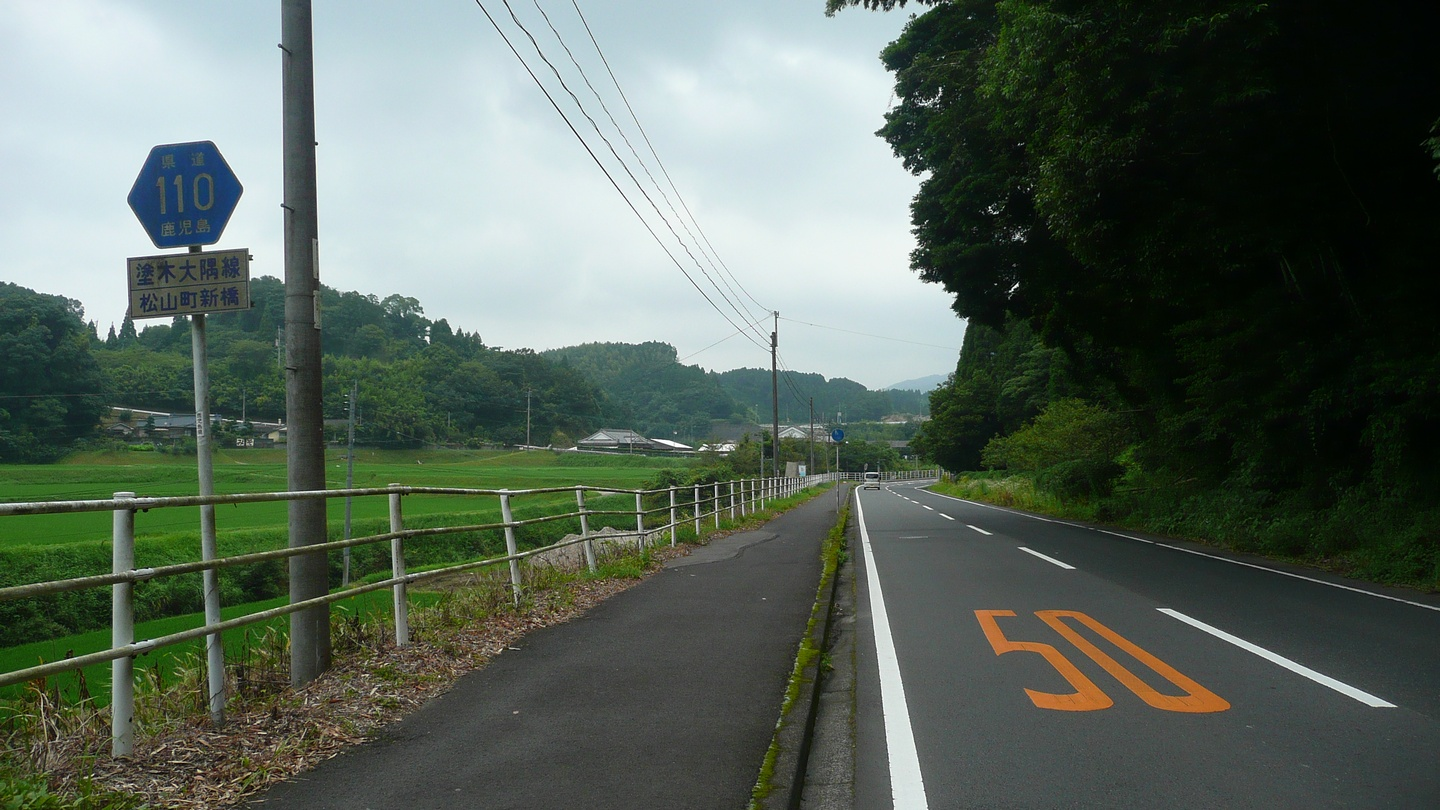
志布志市松山町新橋

### 通過する自治体
- 宮崎県
  - 串間市
- 鹿児島県
  - 志布志市
  - 曽於市

### 交差する道路
| 交差する道路                                             | 都道府県名 | 市町村名 | 交差する場所   | 交差する場所              |
| -------------------------------------------------------- | ---------- | -------- | -------------- | ------------------------- |
| 宮崎県道34号都城串間線                                   | 宮崎県     | 串間市   | 大字大矢取     | 起点                      |
| 鹿児島県道65号南之郷志布志線 重複区間起点                | 鹿児島県   | 志布志市 | 志布志町田之浦 |                           |
| 鹿児島県道65号南之郷志布志線 重複区間終点                | 鹿児島県   | 志布志市 | 志布志町田之浦 |                           |
| 鹿児島県道499号柿之木志布志線 重複区間起点               | 鹿児島県   | 志布志市 | 松山町泰野     |                           |
| 鹿児島県道499号柿之木志布志線 重複区間終点               | 鹿児島県   | 志布志市 | 松山町泰野     | 泰野小前交差点            |
| 鹿児島県道・宮崎県道109号飯野松山都城線 / 都城志布志道路 | 鹿児島県   | 志布志市 | 松山町新橋     | 松山IC                    |
| 鹿児島県道495号志柄宮ヶ原福山線                          | 鹿児島県   | 曽於市   | 大隅町月野     |                           |
| 鹿児島県道63号志布志福山線                               | 鹿児島県   | 曽於市   | 大隅町下窪町   | 大隅町八合原交差点 / 終点 |

### 沿線
- 赤池キャンプ場
- 志布志市立泰野小学校
- 志布志市立松山中学校
- 志布志市役所松山支所